# Ludwig Büchner
Friedrich Karl Christian Ludwig Büchner, född 29 mars 1824 i Darmstadt, död där 1 maj 1899, var en tysk filosof. Han var bror till Georg, Luise och Alexander Büchner.
Büchner studerade vid flera universitet, slog sig därefter ned såsom praktiserande läkare i Darmstadt och flyttade till Tübingen, där han 1854 fick anställning som privatdocent – en befattning, som han dock tvingades lämna 1855 under en litterär strid med anledning av hans författarskap. Han återvände då till Darmstadt och återtog sin praktik. Vintern 1872–1873 höll han i USA föreläsningar över sin filosofiska riktning. 
Büchners Kraft und Stoff (1855, 20:e upplagan 1902; "Kraft och materia", 1869) blev den tyska materialismens mest populära bok, men saknade självständigt vetenskapligt värde. Jämte sunda naturvetenskapliga åsikter finner man hos honom ytliga resonemang och oklara filosofiska begrepp. För övrigt var han, i likhet med många andra materialister, en svärmare för humanitet, sanning och skönhet. Inom den svenska litteraturen kritiserades han av Pontus Wikner i dennes "Undersökningar angående den materialistiska verldsåskådningen" (1870).

## Övriga skrifter (i urval)
- Natur und Geist (1857, tredje upplagan 1876)
- Aus Natur und Wissenschaft (1862, tredje upplagan 1874)
- Der Mensch und seine Stellung in der Natur (tredje upplagan 1889)
- Der Gottesbegriff und dessen Bedeutung in der Gegenwart (1874; tredje upplagan 1897)
- Die Macht der Vererbung (1882)